# Польская крестьянская партия «Пяст»

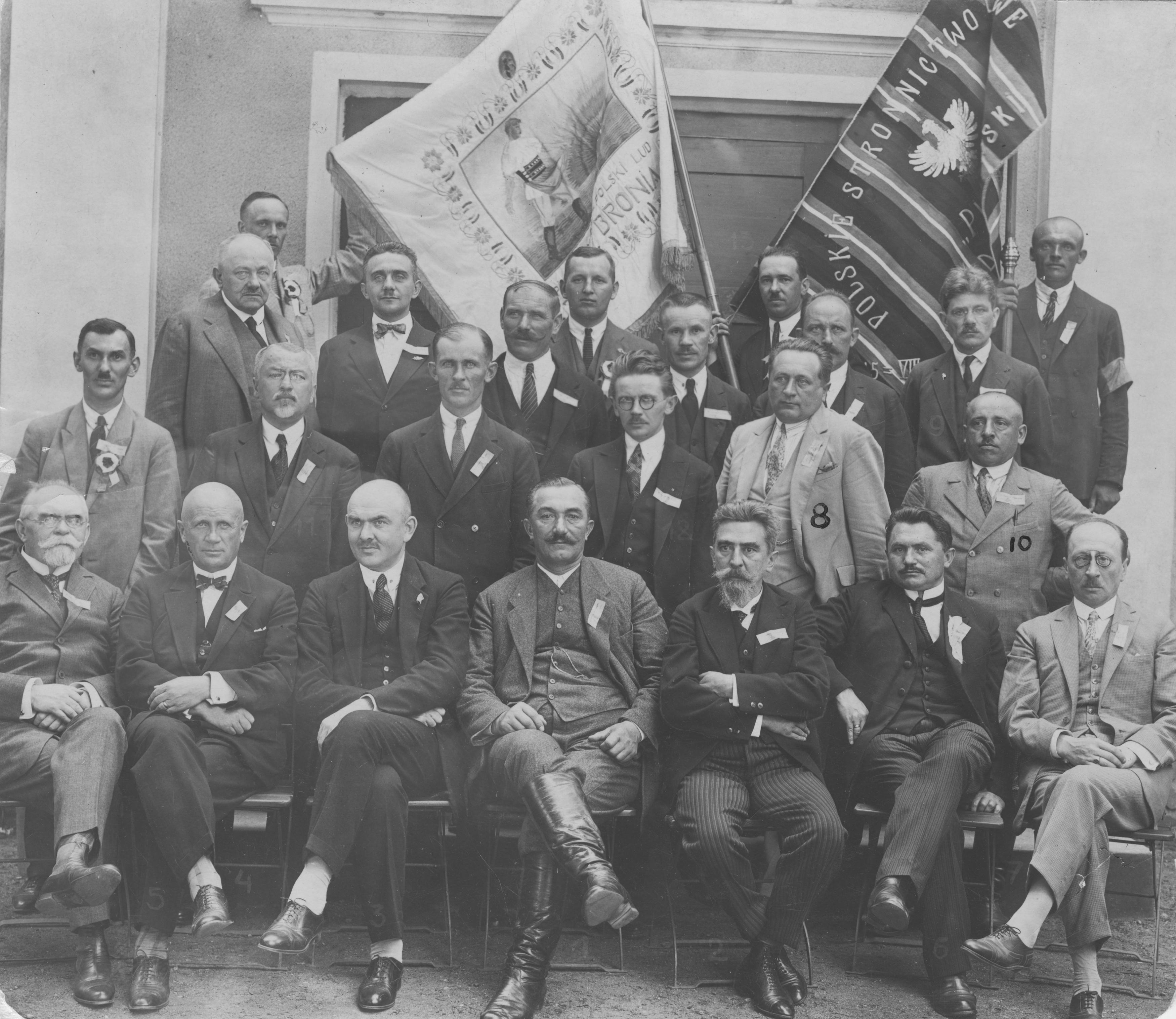
Активисты Польской народной партии «Пяст» в 1927 году

Польская народная партия «Пяст» (пол. Polskie Stronnictwo Ludowe «Piast», PSL Piast; также Польская крестьянская партия «Пяст») — политическая партия межвоенного периода в Польской республике. Своё название она получила по именованию правившей в Польше средневековой династии Пястов. Известными активистами партии были: Винценты Витос, Мацей Ратай, Станислав Войцеховский, Ян Домбский.

## История
Партия была создана в результате раскола польской крестьянской партии в 1914 году.
В 1923 году партия вошла в коалицию Chjeno-Piast.
В 1930 году партия вошла в коалицию Центролев.
15 марта 1931 «Пяст» вместе с другими крестьянскими партиями вошёл в объединённую партию «Стронництво людове», Главный совет которой возглавил Витос.

## Результаты выборов

### Сейм

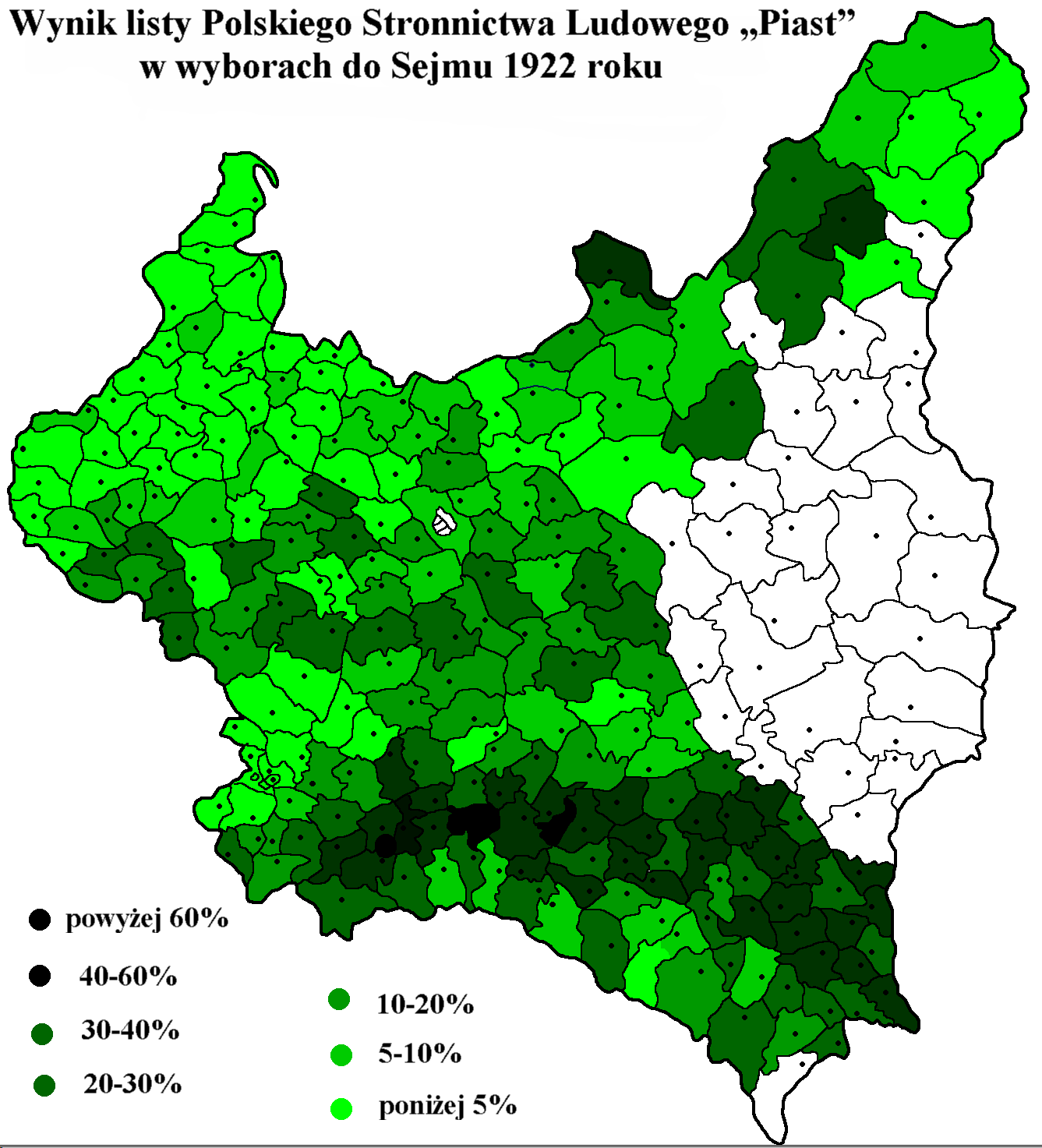
Результаты Польской крестьянской партии «Пяст» на парламентских выборах 1922 года

| Выборы | Голоса                                                                              | %         | Места     | Изменения количества мест |
| ------ | ----------------------------------------------------------------------------------- | --------- | --------- | ------------------------- |
| 1919   | 232,983                                                                             | 4.2 (#6)  | 46 из 394 | n/a                       |
| 1922   | 1,153,397                                                                           | 13.2 (#3) | 70 из 444 | ▲24                       |
| 1928   | 770,891                                                                             | 6.7 (#6)  | 17 из 444 | ▼53                       |
| 1928   | В составе Польско-католического блока, получившего в общей сложности 33 места       |           |           |                           |
| 1930   | 1,965,864                                                                           | 17.3 (#2) | 15 из 444 | ▼2                        |
| 1930   | В составе коалиции Центролев (Centrolew), который в общей сложности получил 79 мест |           |           |                           |